# Rotação solar
A rotação do Sol em torno do seu eixo dura aproximadamente 27 dias. Como o Sol é uma esfera de gás e plasma, ele não gira rigidamente como os planetas e satélites sólidos e, na verdade, a região equatorial gira mais rápido (leva 24,47 dias) do que as regiões polares (que giram em quase 38 dias). A razão desta diferença de rotações ainda é uma área de pesquisa na astronomia solar.

## Rotação superficial em forma de equação
A velocidade de rotação diferencial é usualmente descrita pela equação:
{\displaystyle \omega =A+B\,\sin ^{2}(\varphi )+C\,\sin ^{4}(\varphi )}
onde ω é a velocidade angular em graus por dia, φ é a latitude solar e A, B e C são constantes. Os valores de A, B e C variam conforme as técnicas usadas para fazer a medição, bem como a época estudada. Um conjunto atualmente aceito de valores médios é:
A= 14,713 ± 0,0491 °/d
B= -2,396 ± 0,188 °/d
C= -1,787 ± 0,253 °/d

## Rotação sideral
No equador, o período de rotação solar é de 24,47 dias. Este é chamado período de rotação sideral, que não deve ser confundido com o período de rotação sinódico de 26,24 dias, que é o tempo para uma característica fixa do Sol girar para a mesma posição aparente quando visualizada da Terra. O período sinódico é mais longo porque o Sol deve girar pelo período sideral mais um valor extra devido ao movimento orbital da Terra em torno do Sol. Deve-se ressaltar que a literatura astrofísica tipicamente não usa o período de rotação equatorial, e sim a definição de uma rotação Carrington: um período de rotação sinódico de 27,2753 dias (ou um período sideral de 25,38 dias). Este período escolhido corresponde grosseiramente à rotação à latitude de 26 graus, que é consistente com a latitude típica das manchas solares e a correspondente atividade solar periódica. Quando o Sol é visto pelo “norte” (acima do Polo Norte da Terra), ele gira no sentido contrário aos ponteiros do relógio. Para uma pessoa situada no Polo Norte, as manchas solares pareceriam se mover da esquerda para a direita através da face do Sol.

### Número de Rotação de Bartel
O Número de Rotação de Bartel é uma contagem serial para enumerar as rotações aparentes do Sol vistas da Terra, e é usado para rastrear alguns padrões recorrentes ou que se modificam na atividade solar. Para este fim, cada rotação tem duração de exatamente 27 dias, próxima da velocidade de rotação sinódica Carrington. Julius Bartels arbitrariamente atribuiu a rotação número um ao dia 8 de fevereiro de 1832. O número serial serve como um tipo de calendário para marcar os períodos de recorrência dos parâmetros solares e geofísicos.

### Rotação Carrington
A rotação Carrington é um sistema para comparar locações no Sol ao longo de um período de tempo, permitindo acompanhar grupos de manchas solares ou a reaparição de erupções posteriormente.
Como a rotação do Sol é variável com a latitude, a profundidade e o tempo, qualquer sistema desses é necessariamente arbitrário e somente faz comparações significativas por períodos de tempo moderados. A rotação solar é arbitrariamente definida como 27,2753 dias para efeito das rotações Carrington. A cada rotação do Sol sob este esquema é atribuído um número único chamado Número de Rotação Carrington, iniciado em 9 de novembro de 1853.
A longitude heliográfica de uma característica solar, convencionalmente, refere-se a sua distância angular relativamente ao meridiano central, isto é, aquele definido pela linha Sol-Terra. A “longitude Carrington” da mesma característica se refere a um ponto de referência fixo arbitrário de uma rotação rígida imaginária, como originalmente definido por Richard Christopher Carrington.
Carrington determinou a velocidade de rotação solar a partir de manchas solares de baixa latitude nos anos 1850 e chegou a 25,38 dias para o período de rotação sideral. A rotação sideral é medida relativamente às estrelas, mas como a Terra está orbitando o Sol, nós vemos este período como 27,2753 dias.
É possível construir um diagrama com a longitude de manchas solares na horizontal e o tempo na vertical. A longitude é medida pelo tempo para cruzar o meridiano central, com base nas rotações Carrington. Em cada rotação plotada sob as precedentes, a maioria das manchas solares ou outros fenômenos vão reaparecer diretamente abaixo do mesmo fenômeno na rotação anterior. Pode haver ligeiros desvios à esquerda ou à direita ao longo de períodos de tempo maiores.
O “diagrama musical” Bartels ou o gráfico espiral Condegram são outras técnicas para expressar a periodicidade de aproximadamente 27 dias de vários fenômenos que se originam na superfície solar.

## Usando manchas solares para medir a rotação
As constantes da rotação foram determinadas medindo-se o movimento de várias características (“rastreadores”) na superfície solar. Os primeiros e mais largamente usados rastreadores são manchas solares. Embora as manchas solares tenham sido observadas desde a antiguidade, somente quando o telescópio começou a ser utilizado foi possível observar que elas giravam com o Sol e, portanto, o período da rotação solar poderia ser definido. O estudioso inglês Thomas Harriot foi provavelmente o primeiro a observar manchas solares com telescópio, como evidenciado por um desenho em seu caderno de notas datado de 8 de dezembro de 1610. As primeiras observações publicadas (junho de 1611), intituladas “De Maculis in Sole Observatis, et Apparente earum cum Sole Conversione Narratio” (“Narração sobre Manchas Observadas no Sol e sua Aparente Rotação com o Sol”), foram por Johannes Fabricius, que tinha estado observando sistematicamente as manchas por alguns meses e tinha notado também seu movimento pelo disco solar. Esta pode ser considerada a primeira evidência observacional da rotação solar. Christoph Scheiner (“Rosa Ursine sive solis”, livro 4, parte 2, 1630) foi o primeiro a medir a velocidade de rotação equatorial do Sol e notou que a rotação em latitudes maiores era mais lenta, logo ele pode ser considerado o descobridor da rotação diferencial do Sol.
Cada medição fornece uma resposta ligeiramente diferente, permitindo os desvios nos padrões acima (mostrados como +/-). St. John (1918) foi talvez o primeiro a sumarizar as velocidades de rotação solares publicadas, e concluiu que as diferenças em séries medidas em anos diferentes dificilmente poderiam ser atribuídas a observações pessoais ou a perturbações locais no Sol, e se deviam provavelmente a variações da velocidade de rotação com o tempo, e Hubrecht (1915) foi o primeiro a verificar que os dois hemisférios solares giravam diferentemente. Um estudo de dados magnetográficos mostrou um período sinódico em concordância com outros estudos de 26,24 dias no equador e quase 38 dias nos polos.

## Rotação solar interna

Rotação interna no Sol, mostrando rotação diferencial na região convectiva exterior e rotação quase uniforme na região radiativa central. A transição entre essas regiões é chamada tacoclina,

Até o advento da heliosismologia, o estudo das oscilações de ondas no Sol, muito pouco se sabia sobre a rotação interna do Sol. Acreditava-se que o perfil diferencial da superfície se estendia para o interior solar como cilindros em rotação com momento angular constante. Através da heliosismologia, sabe-se agora que este não é o caso, e foi possível encontrar o perfil de rotação do Sol. Na superfície, o Sol gira lentamente nos polos e rapidamente no equador. Este perfil se estende para o interior em linhas grosseiramente radiais pela zona de convecção solar. Na tacoclina, a rotação muda abruptamente para rotação de corpo sólido na zona de radiação solar.